# 官能小説家一覧
官能小説家一覧（かんのうしょうせつかいちらん）では、官能小説を執筆した小説家などの人物の一覧である。
Wikipedia内にリンク先が無い赤字作家を含む著作情報は、外部リンクの国立国会図書館での検索もご利用ください。

## 官能小説家一覧

### あ行
- 相内凪
- 藍川京
- 蒼井凜花
- あおぞら鈴音
- 青橋由高
- 蒼村狼
- 赤松光夫
- 浅井圭
- 安達瑶
- 阿部牧郎
- 天野都
- 石黒都記子
- 石原慎太郎
- イズミエゴタ
- 泉大八
- 上原りょう（上原稜）
- 魚住僚
- 宇治薫
- 宇能鴻一郎
- 越後屋
- 尾崎嶺
- 大西利和
- 岡江多紀

### か行
- 開田あや
- 鏡裕之
- 鏡龍樹
- 神楽陽子
- 風間九郎
- 勝目梓
- 佳奈淳
- 神瀬知巳
- 香山洋一
- 川上宗薫
- 河里一伸
- 川本耕次
- 神崎京介
- 北沢拓也
- 北野剛雲
- 北原童夢
- 北山悦史
- 鬼頭龍一
- 綺羅光
- 倉田稼頭鬼
- 倉貫真佐夫
- 黒沢美貴
- 高竜也
- 五代友義

### さ行
- 妻木優雨
- 西門京
- 佐伯悠希
- 桜井真琴
- 櫻木充
- 桜庭春一郎
- 雑破業
- 鮫島礼子
- 砂戸増造
- 汐見冬吾
- 紫倉瑶
- 実相寺昭雄
- 清水マリコ
- 白根翼
- 新藤朝陽
- 菅野温子
- 杉村春也
- 杉本彩
- 相馬哲生
- 曽根崎鋭

### た行
- 田沼淳一
- 鷹羽シン
- 高宮柚希
- 高村マルス
- 竹内けん
- 滝川杏奴
- 橘真児
- 巽飛呂彦
- 館淳一
- 団鬼六
- 千草忠夫
- 塚原尚人
- 九十九魁
- 藤堂慎太郎
- 富島健夫
- 富永理恵
- 豊田行二
- 鳥山仁
- 殿井穂太

### な行
- 内藤みか
- 中臣悠月
- 夏川瞬
- 七海ユウリ
- 南里征典
- 西麻布よしこ
- 沼正三

### は行
- 羽沢向一
- 長谷一樹
- 葉月奏太
- 花房観音
- 氷室洸
- 日向弓弦
- 蛭児神建
- 廣島恋
- 吹上流一郎
- 伏見京
- 風吹望
- 古川さとし
- 星野ぴあす
- 星野聖

### ま行
- 舞条弦
- 牧村僚
- 松崎詩織
- 松平龍樹
- 丸茂ジュン
- 麻耶十郎
- みかづき紅月
- 美咲凌介
- 深月久遠
- 御堂乱
- 水無瀬さんご
- 睦月影郎
- 三村竜介
- 村咲数馬
- 諸尾拓
- 森野一角
- 森一大[森一夫]

### や行
- 矢切隆之
- ヤマグチノボル（山口昇一）
- 山口陽
- 結城彩雨
- 由布木皓人
- 由紀かほる
- ゆきの飛鷹
- 柚原季之
- 横溝美晶
- 吉野純雄

### ら行
- 蘭光生→式貴士
- 龍門主樹

### わ行
- わかつきひかる
- 若月凛